# HMS Manchester (15)
O HMS Manchester foi um cruzador rápido operado pela Marinha Real Britânica e a sétima embarcação da Classe Town. Sua construção começou em março de 1936 nos estaleiros da Hawthorn Leslie em Hebburn e foi lançado ao mar em abril de 1937, sendo comissionado na frota britânica em agosto do ano seguinte. Era armado com uma bateria principal de doze canhões de 152 milímetros montados em quatro torres de artilharia duplas, tinha um deslocamento de mais de onze mil toneladas e conseguia alcançar uma velocidade máxima de 32 nós (59 quilômetros por hora).
O Manchester inicialmente serviu na Estação das Índias Orientais. Com o início da Segunda Guerra Mundial, escoltou comboios no Oceano Índico e depois foi transferido para participar do bloqueio naval da Alemanha. Envolveu-se na Campanha da Noruega a partir de abril de 1940 na escolta de comboios e em novembro foi enviado para o Mar Mediterrâneo, participando da Batalha do Cabo Spartivento. O navio foi colocado na escolta de comboios para a União Soviética em maio de 1941, porém voltou para o Mediterrâneo em julho, quando foi danificado por um torpedo.
O cruzador participou da Operação Pedestal em agosto de 1942, uma escolta de comboio para Malta. Ele acabou torpedeado por duas lanchas torpedeiras italianas enquanto navegava próximo do Cabo Bon, na Líbia. O Manchester ficou imobilizado no mar, inundando e sem energia, sendo deliberadamente afundado por sua tripulação na manhã de 13 de agosto. A maioria dos sobreviventes foi internada na França e retornaram para casa em novembro. O capitão e quatro oficiais foram depois condenados por uma corte marcial por terem afundado o navio prematuramente.